# V. Mediteranske igre – Tunis 1967.
V. Mediteranske igre su bile održane u gradu Tunisu u državi Tunisu od 8. rujna do 17. rujna 1967. godine, a sudjelovalo je 12 država koje su se natjecale u 14 športova.

## Ljestvica odličja
Ljestvica je napravljena prema broju osvojenih zlatnih, srebrnih i brončanih odličja. Kriterij je bio: više osvojenih zlatnih odličja nosi i više mjesto na ljestvici, a u slučaju istog broja, gleda se broj osvojenih srebrnih odličja, a u slučaju istog broja tih odličja, gleda se broj osvojenih brončanih odličja. U slučaju da je i tada isti broj, poredak je prema abecednom redu. Ovaj sustav primjenjivaju Međunarodni olimpijski odbor, IAAF i BBC.

Podebljanim slovima i znamenkama je označen domaćinov rezultat na ovim Mediteranskim igrama.
| Mediteranske igre 1967. |             |       |        |        |       |
| Mj.                     | Država      | Zlato | Srebro | Bronca | Zbroj |
| 1.                      | Italija     | 37    | 31     | 21     | 89    |
| 2.                      | Jugoslavija | 15    | 16     | 6      | 37    |
| 3.                      | Španjolska  | 10    | 14     | 29     | 53    |
| 4.                      | Francuska   | 10    | 7      | 6      | 23    |
| 5.                      | Turska      | 9     | 9      | 7      | 25    |
| 6.                      | Grčka       | 6     | 6      | 13     | 25    |
| 7.                      | Tunis       | 5     | 9      | 13     | 27    |
| 8.                      | Maroko      | 1     | 1      | 3      | 5     |
| 9.                      | Libanon     | 0     | 1      | 3      | 4     |
| 10.                     | Alžir       | 0     | 0      | 3      | 3     |
| 11.                     | Libija      | 0     | 0      | 2      | 2     |
|                         | UKUPNO      |       |        |        |       |

## Vanjske poveznice
- Međunarodni odbor za Mediteranske igre  Arhivirana inačica izvorne stranice od 3. veljače 2007. (Wayback Machine)
- Atletski rezultati na gbrathletics.com
- SOO  Arhivirana inačica izvorne stranice od 27. rujna 2007. (Wayback Machine)